# Santo Niño
Santo Niño é um município de  quinta classe de renda municipal (d) na província Samar, nas Filipinas. De acordo com o censo de 1 de maio  de  2020 possui uma população de 12 519 pessoas e 3 029 domicílios.